# ان‌جی‌سی ۶۶۳۳
ان‌جی‌سی ۶۶۳۳ (انگلیسی: NGC 6633) یک خوشه باز روشن بزرگ در صورت فلکی مارافسای است. این خوشه در سال‌های ۱۷۴۵-۱۷۴۶ توسط ژان فیلیپ دو شزو کشف شد